# New Harmony (Indiana)
Pour les articles homonymes, voir New Harmony.
New Harmony est une ville du comté de Posey, dans l'État de l'Indiana, aux États-Unis, célèbre pour avoir été un projet utopiste au début du XIXe siècle. Elle est située à 24 km au nord de Mount Vernon, le siège du comté, au bord de la rivière Wabash. La population était de 1 341 habitants en 1900, de 1 229 en 1910 et seulement de 789 lors du recensement de 2010.

## Géographie
D'après le Bureau du recensement des États-Unis, la ville a une surface totale de 1,7 km2. Les plans d'eau représentent 1,56 % de cette surface.

## Histoire

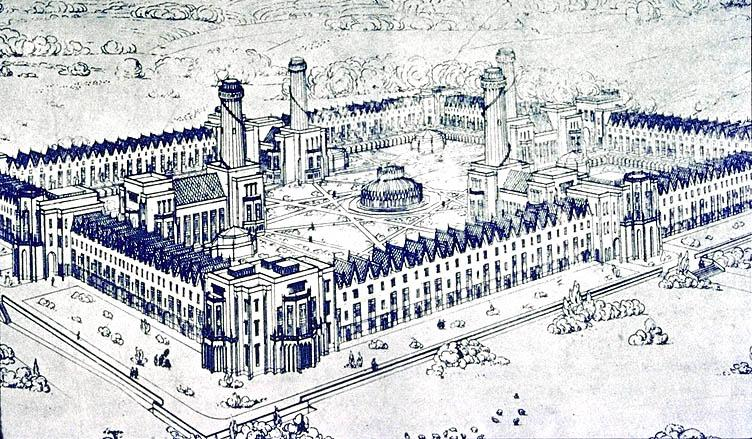
New Harmony selon la vision de Robert Owen

New Harmony, autrefois appelée Harmony, fut bâtie par la Harmony Society, présidée par George Rapp  (1757-1847) (également appelé Johann Georg Rapp). Il s'agit de la seconde des trois villes construites par le groupe religieux allemand, connu sous le nom de Rappites. Lorsqu'ils décidèrent de retourner en Pennsylvanie, ils vendirent les 30 000 acres (121 km2) de terrain et les bâtiments à Robert Owen (1771-1858), un utopiste et socialiste réformiste gallois, et à William Maclure (1763-1840) pour la somme de 150 000 dollars. Ces derniers changèrent le nom de Harmony en New Harmony. Owen fit exécuter par Thomas Stedman Whitwell un plan et un modèle réduit des bâtiments qu'il envisageait construire sur le site nouvellement acheté. Puis il rassembla des habitants pour peupler sa communauté modèle, mais un certain nombre de facteurs provoquèrent rapidement l'effondrement de cette expérience communautaire.
L'expérience fut lancée en 1825 puis stoppée en 1829 à la suite de nombreuses querelles. La ville bannit l'argent et autres commodités. Josiah Warren (1798-1874), un anarchiste individualiste qui fut l'un des premiers membres de la New Harmony Society, affirma que la communauté était vouée à sa perte en raison de l'absence de souveraineté individuelle et de propriété privée. Il déclara au sujet de la communauté : 

« Les différences en termes d'opinions, de préférences et d'objectifs semblèrent s'accroître proportionnellement à l'exigence de conformité. Deux années furent gaspillées de cette manière ; après quoi, je crois que trois personnes tout au plus avaient encore le moindre espoir de réussite. La plupart des expérimentateurs s'en vinrent, abandonnant tout espoir de réforme, et on sentit le conservatisme se confirmer. Nous avions essayé toutes les formes d'organisation et de gouvernement imaginables. Nous avions un monde en miniature. Nous avions joué la scène de la Révolution française encore et encore avec pour résultat nos cœurs désespérés au lieu des cadavres. Il apparut que c'était la propre loi de la diversité inhérente à la nature qui nous avait vaincus. Nos 'union d'intérêts' était en guerre directe avec l'individualité des personnes et des circonstances, et avec l'instinct d'auto-préservation… et à l'évidence, il apparut qu'en proportion de la rencontre de personnes ou d'intérêts, les concessions et les compromis s'avéraient indispensables. »

— Josiah Warren, (Periodical Letter II, 1856)

## Démographie
Lors du recensement de 2000, la ville comptait 916 personnes, 382 ménages et 228 familles. La densité de population était de 552,6 par km². On dénombrait 432 unités résidentielles et une densité moyenne de 260,6 par km². Le découpage ethnique de la ville était le suivant : blancs (98,91 %), amérindiens (0.55 %), asiatiques (0,22 %), autres (0,33 %). Les hispaniques et les latino-américains représentaient 0,44 % de la population.
On comptait 382 ménages dont 27,0 % incluant des enfants de moins 18 ans. 46,9 % d'entre eux étaient habités par des couples mariés vivant ensemble, 9,9 % par des femmes sans mari présent, et 40,1 % par des personnes n'ayant pas le statut de famille. 38,0 % de ces ménages étaient composés d'une seule personne, et 21,2 % d'une personne de 65 ans ou plus vivant seule. La taille moyenne d'un ménage était de 2,12 et celle d'une famille de 2,80.
La répartition par tranche d'âge était la suivante : moins de 18 ans (20,3 %), 18-24 ans (4,5 %), 25-44 ans (21,2 %), 45-64 ans (24,7 %), 65 ans ou plus (29,4 %). La valeur médiane était de 47 ans. On comptait 82,5 hommes pour 100 femmes. Pour les personnes de 18 ans ou plus, ce chiffre était de 71,4 hommes pour 100 femmes.
Concernant les revenus, la valeur médiane était de 28 182 $ pour les ménages et de 40 865 $ pour les familles. Pour les hommes, la valeur médiane était de 39 250 $ contre 21 607 $ pour les femmes. Le revenu moyen par personne était de 17 349 $. Environ 12,2 % des familles et 12,4 % de la population se trouvaient en dessous du seuil de pauvreté, incluant 14,8 % des moins de 18 ans et 17,1 % des personnes de 65 ans ou plus.

## The Paul Tillich Park

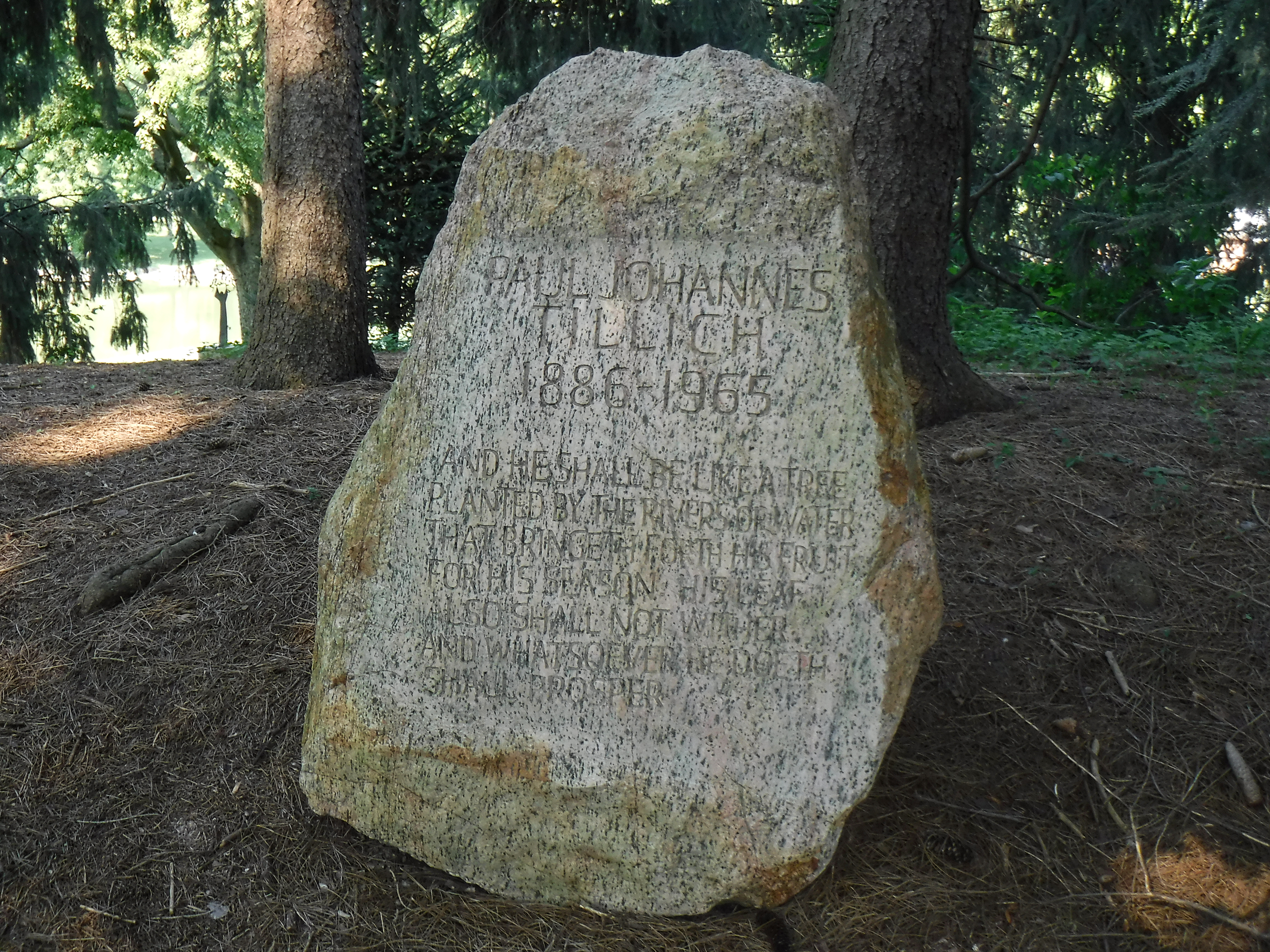
La tombe de Paul Tillich au Paul Tillich Park.

Le Paul Tillich Park fut dédié le 2 juin 1963 à Paul Johannes Tillich (1886-1965), célèbre théologien du XXe siècle. Ses cendres y furent enterrées en 1965.
Situé juste en face de la Roofless Church de l'autre côté de North Main Street, le parc est composé d'un bosquet d'arbres à feuillage persistant plantés en terrain surélevé et entourant une allée. Le long de cette allée se trouvent plusieurs pierres portant des citations de Paul Tillich. La sculpture de son visage par James Rosati se dresse à l'extrémité nord de l'allée, donnant sur une clairière et un grand étang.
Ceux qui parcourent le parc aujourd'hui peuvent méditer sur les écrits de Paul Tillich inscrits sur les grandes pierres qui bordent l'allée.
Les mots « Man and nature belong together in their created glory - in their tragedy and in their salvation » (traduction libre : « L'homme et la nature sont faits pour aller ensemble dans leur splendeur créée par Dieu, dans leur tragédie et dans leur salut ») sont particulièrement appropriés : « L'homme » représente les membres de la communauté de New Harmony (autrement dit les Harmonistes et les Owenites), tandis que « la nature » fait référence aux naturalistes de New Harmony qui dévoilèrent les secrets de la vie et de la terre de la création. Le mot « tragédie » résume une grande partie de l'histoire de New Harmony, comme de celle de l'homme, et le mot « salut » couronne l'expérience humaine comme une promesse, constante dans la foi des Harmonistes et dans la mission de Tillich.